# Creston (Nebraska)
Creston és una població dels Estats Units a l'estat de Nebraska. Segons el cens del 2000 tenia 215 habitants.

## Demografia
Segons el cens del 2000, Creston tenia 215 habitants, 96 habitatges, i 60 famílies. La densitat de població era de 395,3 habitants per km².
Dels 96 habitatges en un 37,5% hi vivien nens de menys de 18 anys, en un 46,9% hi vivien parelles casades, en un 10,4% dones solteres, i en un 36,5% no eren unitats familiars. En el 33,3% dels habitatges hi vivien persones soles el 16,7% de les quals corresponia a persones de 65 anys o més que vivien soles. El nombre mitjà de persones vivint en cada habitatge era de 2,24 i el nombre mitjà de persones que vivien en cada família era de 2,87.
Per edats la població es repartia de la següent manera: un 28,4% tenia menys de 18 anys, un 5,6% entre 18 i 24, un 29,3% entre 25 i 44, un 19,1% de 45 a 60 i un 17,7% 65 anys o més.
L'edat mediana era de 38 anys. Per cada 100 dones de 18 o més anys hi havia 108,1 homes.
La renda mediana per habitatge era de 27.222 $ i la renda mediana per família de 30.781 $. Els homes tenien una renda mediana de 24.375 $ mentre que les dones 23.438 $. La renda per capita de la població era de 14.974 $. Aproximadament el 5,8% de les famílies i el 10,6% de la població estaven per davall del llindar de pobresa.

## Poblacions més properes
El següent diagrama mostra les poblacions més properes.